# MÄR
MÄR es la abreviatura de Märchen Awakens Romance (Cantar del despertar del país de las hadas) y al mismo tiempo es su acrónimo. Se trata de una serie de fantasía y aventura producida en forma de manga. Su autor es Nobuyuki Anzai, y consta de 15 tomos en total en Japón, siendo editada en España por la editorial Ivrea. Se ha realizado una adaptación al anime, que lleva el mismo nombre que el manga, hecho por TV Tokyo, y que finalizó con un total de 102 episodios. Nótese que, a pesar de ser originalmente escrita en japonés, la serie utiliza varias palabras de otros idiomas en varias partes ("Marchen" significa Cuento de Hadas en alemán) incluyendo los nombres de algunos personajes y sus poderes. En el 2006, se anunció que habría una secuela titulada MÄR-Omega.

## Argumento
Ginta Toramizu es un estudiante de 14 años que, muchas veces, sueña con un mundo alternativo, que se llama Mär Heaven, sintiendo unas intensas ganas de ir hacia él para vivir muchas aventuras. Un día en clase, de repente, se le aparece ante él un ser con aspecto de payaso, el "Payaso Guardián de la Puerta", por la puerta que él custodiaba entra Ginta, llevándole al mundo con el que él había soñado, llamado MÄR-Heaven. Una vez allí, se da cuenta de que, al irse, deja preocupado a toda su familia y amigos, por lo que su misión una vez en Mär es volver. Sin embargo, cuando rescata a la princesa Snow, y descubre la guerra en la cual está inmiscuida Mär Heaven debido al ejército del Ajedrez (Chess no Koma), Ginta decide ayudarla a salvar el mundo. Pronto se reúnen los siete héroes predichos, pero los Ajedrez les obligan a participar en una competencia llamada el Juego de Guerra para determinar quién dominará el mundo.

## Personajes

### Equipo MÄR
Un grupo de siete héroes equipados con ÄRMs, reunidos por la Princesa Snow después que un adivino profetizó que ello sería necesario para derrotar a los Ajedrez. Estos son:
Ginta Toramizu: El protagonista de la obra, es un estudiante de secundaria japonés que tiene 14 años, y que soñaba cada día con un mundo mágico de hadas, donde él era el protagonista. Es debido a esto con lo que sus compañeros de clase se mofan de él, aunque siempre su compañera Koyuki termina ayudándole, siendo con esta con la que tiene más confianza. Tiene una estatura algo baja para su edad, es flojo, no destaca como estudiante y tiene problemas de astigmatismo debido a su vicio con los videojuegos. Pero, cuando llega al mundo de sus sueños, adquiere una gran fuerza física (aparentemente debido a la gravedad de ese mundo) y se le solucionan los problemas de visión, mostrándose más valiente de lo que era en el mundo originario. Pronto conoce a la bruja Dorothy que lo ayuda a obtener un ÄRM único, llamado Babbo. Ginta termina siendo escogido capitán del equipo debido a que su inocencia y nobleza inspiran a los demás.
Babbo: El ÄRM de Ginta, es un legendario ÄRM que estaba oculto en una cueva, y que es capturado por Ginta y Dorothy, aunque luego se hace amigo del primero, convirtiéndose en su ÄRM. Babbo es único ya que es ÄRM viviente, incluso puede moverse por su cuenta y comer. Tiene un lenguaje peculiar, llamándose así mismo "caballero" (en el sentido del honor.) No recuerda nada de su pasado, aunque luego se descubre que él fue el ÄRM del líder del ajedrez Phantom, con el cual causó grandes estragos en todo Mär Heaven y anteriormente cuando era humano fue el líder de Caldea. Babbo tiene la forma de un kendama, un juguete japonés compuesto de una pelota atada a un mazo. En su interior duerme el padre de Ginta: Danna. Además, Ginta puede transformarlo en varias formas diferentes (llamadas 'versiones') cada una con poderes especiales. Estas son:
- Versión 1: 1a ÄRM martillo 1b ÄRM daga.
- Versión 2: Lanza Burbujas- una pistola que dispara burbujas explosivas.
- Versión 3: Gargoyle- un Guardián poderoso.
- Versión 4: Alice (Alicia)- es un ángel custodio que puede curar heridas y remover maldiciones.
- Versión 5: Flan de gelatina- una gelatina que protege a Ginta de los golpes.
- Versión 6: El gato con botas es un gato gigante que camina y ataca con un pescado gigante (es un bonito del norte que invoca como un ärm de combate) o un o dos dagas o sus uñas. Va vestido con las botas (donde guarda más dagas), un cinturón (donde tiene cuatro dagas y algunos muñecos vudú) y una muñequera. También usa otro ärm que es un muñeco de paja (como los de vudú) que usa para crear un doble de Ginta y esconderlo durante el combate. Es el único ärm guardián que puede usar otros arms.
- Versión 7: Es el último hechizo que usa Ginta para derrotar a la esfera de oscuridad (en su forma verdadera de monstruo) concentra la energía de todos los caídos en sí mismo.

Dorothy: Es una bruja joven y hermosa de 19 años que se encuentra con Ginta al principio de sus aventuras. Viendo cómo él derrotó a su ÄRM guardián sin usar ningún ÄRM, decide pedirle ayuda para encontrar a Babbo. Al principio, no echa mucho caso de él, pero al progresar la historia, termina enamorándose profundamente de él, mostrando dicho sentimiento cada vez que puede (cosa que avergüenza a Ginta, pues ella es mucho mayor que él.) Tiene como objetivo encontrar a la reina del ajedrez, y demostrar que ella está detrás de todo el tinglado. Dorothy es muy inteligente, pero también calculadora, dispuesta incluso a matar a sus enemigos, aunque cesa de hacerlo cuando Ginta se lo pide. Este personaje es una combinación de Dorothy y La Bruja del Oeste del cuento "El Mago de Oz." Tiene una amplia colección de ÄRMs, aunque su favorito es la Escoba Zéfiro, que controla el viento y también usa para volar. Sus Guardianes están basados en otros personajes del libro: el perro Toto, El Hombre de Hojalata, El León Cobarde, El Espantapájaros y la Muñeca de Trapo.
Jack: Es un joven granjero de 14 años que vive con su madre en una granja que es constantemente atacada por unos malvados hombres-lobo. Al principio es un cobarde, pero al conocer a Ginta, se va haciendo progresivamente más valiente y fuerte, debido a que siente admiración por él. Él desea vengar la muerte de su padre Jake, que murió a manos de Vidar, uno de los integrantes del ajedrez. Su ÄRM es una pala mágica que le da control sobre las plantas. Está basado en el personaje de Jack y las judías mágicas.
Alviss:tiene 16 años. Fue el que trajo a Ginta al mundo de MÄR Heaven, al usar un ÄRM que una vez antes había traído a un héroe de la Tierra a ayudar a combatir a los Ajedrez. Participó en la primera gran guerra que ocurrió 6 años antes de traer a Ginta, y fue allí cuando el líder del ajedrez Phantom le implantó un tatuaje que va invadiéndole todo el cuerpo y que, si llega a cubrirle todo el cuerpo, se transformará en un zombi. Con la muerte de Phantom se libera del tatuaje. Es un personaje seco y frío, y en un principio, no confía en absoluto en que Ginta pueda salvar al mundo. Tiene una compañera hada que la acompaña en todo momento, cuyo nombre es Bell obviamente basada en "Tinkerbell" (Campanilla) de Peter Pan. Su ÄRM favorito puede crear 13 gigantescos postes totémicos que se mueven bajo su control. 
Snow (Nieve en inglés): Es la princesa del reino y tiene 14 años, pero escapó del castillo, junto con su ayudante Ed, debido a que está siendo buscada por su madrastra, la reina, para matarla. Un vidente le dijo que, si quería salvar a su mundo, debía de reunir a siete personas que la ayudasen para luchar en la gran batalla que iba a suceder. Tiene un carácter amable y cariñoso, siempre quiere intentar ayudar a los demás. Está enamorada, al igual que Dorothy, de Ginta, poniéndose celosa cada vez que los ve hablando. Snow es idéntica a Koyuki, incluso comparten los mismos sueños, porque mediante un proceso mágico Diana la creó a partir de unas células de Koyuki. La técnica divide a una persona en dos. (Nótese que Koyuki quiere decir "niña de las nieves" en japonés.) Posiblemente este basada en Blanca Nieves. Tiene un ÄRM guardián de nieve cuyo nombre es Yuki (Nieve).
Edward (también llamado "Ed"): Era un perro guardián de la princesa, pero durante la guerra de hace 6 años atrás, fue maldecido a unirse en el mismo cuerpo que Alan , tiene forma de un pequeño hombre-perro. Lleva gafas, y una especie de gorra de Santa Claus. Se preocupa mucho por Snow, y no permitiría que nada le sucediese, mostrando su enfado también si ella muestra actitudes poco correctas. Si se duerme tres veces desaparece, apareciendo en su defecto el guerrero Alan, aunque mientras está este, Edward es capaz de ver a través de los ojos de Alan. 
Alan: Es un ayudante de la princesa y fue uno de los guerreros que luchó a favor de la Cross Guard (Guardia Cruz) en la gran batalla sucedida hace 6 años atrás. Debido a un maleficio, solo aparece si Edward se queda dormido tres veces, y nada más que Alan se quede dormido una vez, desaparece, dejando a Edward en su defecto. Se queda sorprendido al ver la actitud de valentía y seguridad en sí mismo que muestra Ginta, confiando en él a partir de dicho momento. Alan es el miembro más poderoso y experimentado del equipo, aunque también está dispuesto a matar a sus enemigos, como Dorothy. Posee un ÄRM especial que puede crear un "mundo falso" donde el tiempo pasa más rápido, y lo usa para entrenar al equipo en cuestión de horas. Este mundo está atendido por dos Guardianes mujer-gato, una hermosa y la otra fea. Ginta le elimina su maldición, separando a Alan y a Edward, usando a Alice.
Nanashi: Este joven de más o menos 20 años, era el líder del gremio de ladrones de Luberia y se une al equipo MÄR para encontrar a Peta, miembro del ejército del ajedrez que mató a la mayoría de ellos. Nanashi fue salvado en el pasado por un bandido llamado Galian, que borró sus recuerdos y le llamó Nanashi ("Sin nombre" en japonés.) Se siente atraído por Dorothy (y toda otra mujer hermosa.) Entre sus ÄRMs se encuentran Andarta (un anillo para teletransportación) y otro llamado Ojo Eléctrico. Lucha con una lanza, y es superfuerte al igual que Ginta. (Nota: aunque no se ha establecido oficialmente, el origen de Nanashi (y su apariencia) parecen indicar que en realidad es Joker, un personaje de la serie Flame of Recca, también del mismo autor.) también se ha arrojado datos que Nanashi puede ser un habitante del mundo de donde viene Ginta. En el capítulo 96 cuando caen objetos de la Tierra el recuerda haberlos visto en alguna parte.

### Ejército del ajedrez
Un grupo de villanos organizado para conquistar MÄR-Heaven; contiene desde verdaderos sádicos hasta personas inocentes. El ejército del ajedrez está formado por gente de diferentes rangos. Todos están equipados con ARMs. Existen, como en el ajedrez, en order de poder (de mayor a menor) el rey, la reina, los caballos, los álfiles, las torres y los peones. Pero no siempre la categoría tiene que ver con el poder personal de cada uno.
Todos los integrantes son reconocidos por sus pendientes, que son las piezas de ajedrez indicadas.
El Ejército del Ajedrez está liderado por Phantom.
- Peones: Gido (Novia de Ian, peón que siempre acompañaba a Ian, otro integrante del Chess no Koma, a la cual Quimera le quita toda su voluntad y recuerdos, dándole así una actitud de bebé (ella dice que la convirtió en un gusano). Finalmente tras la derrota del Chess recupera la normalidad.

- Torres: Ian (primer miembro del Chess al que Ginta se enfrenta para salvar a la princesa Snow cuando ella se autosella en el hielo; usa dos weapon ÄRM: python wip y octopus). Loco (a pesar de su apariencia de niña en realidad tiene 32 años, su aspecto es a causa del uso consecutivo de los darkness ÄRM que posee que la hacen rejuvenecer; se enfrenta a Nanashi en la segunda ronda del War Game venciéndolo). Fu-gi (se enfrenta a Snow en la tercera ronda del War Game y pierde; usa un ÄRM de viento llamado Vindalva). Pano (es una chica contra la que se enfrenta 2 veces Jack, gana la primera y pierde la segunda al usar setas alucinógenas que hacen que caiga a los brazos de jack mientras dura su efecto. A Jack le gusta, al principio lo rechaza, pero finalmente se enamora de él).

- Alfiles:Aqua (miembro que pelea por miedo a rapulzel hermana de Girom ala cual intenta salvar nanashi sin conseguirlo) Girom (miembro del chess el cual es autor de la destrucción de la ciudad de Vestry, Ginta se enfrenta a él y lo derrota en la caverna de Vestry. Posteriormente participa en una de las rondas del War Game con la intención de vengarse de Ginta, tiene una hermana mayor de la clase caballo). Maira (participante de la 3.ª ronda del War Game, se enfrenta a Dorothy la cual lo vence usando uno de sus gardian ÄRM, Toto). Pinochón (es derrotado por Dorothy, es un niño de madera), Chatón(la mujer gata. Se enfrenta a Alan y consigue vencerlo debido a que es alérgico a los gatos, más tarde se enamora de él. Casada con Alan y su hija adoptiva es Loco).

- Caballos: Vizal (un anciano con un árbol en miniatura que maneja ÄRMS naturales que, anteriormente derrotó a Jake, el padre de Jack, pero después fue derrotado por Jack en una batalla en el tiempo de descuento), Roland (parece muy atolondrado y tímido pero en realidad es uno de los caballos más poderosos pertenecientes a los 12 Caballos del Zodíaco; se enfrenta a Alviss en una de las rondas del War Game y lo vence. Posee un Tatuaje Zombi regalo de Phantom, el cual está muy orgulloso de llevarlo), Ian(después de un entrenamiento intensivo llega a caballo), Halloween(hombre con cabeza de calabaza especialista en maldiciones), Ash(hombre con túnica y máscara de calavera al que le encantan los niños. Tiene un hijo y muere al enfrentarse al caballero que estaba abriendo los agujeros al mundo de Ginta para salvar a su pueblo, pero tras la derrota del Orbe, tanto él como el resto de los amigos de Ginta, resucitan), Candice (está enamorada de Phantom, tiene aspecto de mujer sadomasoquista, usa un enorme hacha y a la guardiana medusa para activarla necesita recibir daño). Peta (el responsable de la muerte de los bandidos de Luberia. Dispone de un ärm que le permite regenerarse de los daños causados por ataques físicos y de otro que devuelve los ataques mágicos. Además dispone de un ärm chupasangre que chupa la sangre y la magia; también tiene un Tatuaje Zombi). Quimera (es una mujer que usar ärms fantasmas, unos aldeanos mataron a su novio por ser del ajedrez y luego la torturaron a ella para sacarle información sobre donde estaban los miembros del Ajedrez).

- Phantom: Líder de los caballos del Ejército del Ajedrez, posee un Tatuaje Zombi que puede transmitir a otras personas, puede invocar hasta 5 guardianes a la vez (no demasiado poderosos) y bajo sus vendas tiene una especie de brazo de reptil lleno de ärms. En el anterior Juego de Guerra su ärm principal era Baboo en su versión demoníaca (estaba poseído por el Orbe que después poseyó a Danna). Es natural de Caldea. Sus padres se suicidaron para no cumplir la ley de Caldea, que les obligaba a matar a su hijo por entrar a una habitación prohibida donde había un Orbe. Estuvo 10 años en una celda de Caldea hasta que se fue con Diana.

- Reina:Hermana mayor de Dorothy y madrastra de Snow, Diana. Estaba relacionada con la madre de Ginta de la misma manera que lo estaban Snow y Koyuki. Dorothy la derrota y se da cuenta de que en el fondo se había rendido en su camino para hacer que todas las personas fuesen felices.

- Rey:Orbe Demoníaco, que poseyó el cuerpo de Danna (padre de Ginta y el anterior líder de la Cross Guard). Usa una enorme espada que absorbe el poder mágico y un Fénix de fuego (no es un guardián ya que le permite moverse, o su nivel mágico le permite librarse de esa limitación). Al ser derrotado por Ginta resucitan todas las personas a las que ha matado, excepto Snow (que vive dentro de Koyuki).

### Otros personajes
- Pozun: Un ser parecido a un diablillo; su misión es ser el árbitro del Juego de Guerra.
- La Madre de Ginta: Una escritora de cuentos que, irónicamente, estaba enojada con Ginta por estar obsesionado con los cuentos. Luego se siente culpable cuando él desaparece, pero Koyuki le mantiene al tanto de lo que sucede en MÄR. Tiene relación con Diana, según parece lo que ha visto a través de Diana es la fuente de sus cuentos.
- Danna ("Marido" en japonés): El primer héroe invocado de la Tierra para combatir a los Ajedrez hace 6 años. Murió al matar a Phantom. Resucita tras la derrota del rey del Ajedrez.
- Gailah: un poderoso guerrero amigo de Alan y Alviss.
- La Princesa de Reginleaf : Una princesa que se ve obligada por los Ajedrez a prestar su castillo como base de los Juegos.
- La Madre de Jack: Una mujer humilde, pero preocupada por Jack. Luego apoya su decisión de ser héroe.
- Ruga y Garu: Dos lobos ladrones que asaltaban huertos para alimentarse, pero después de ser derrotados por Ginta, se pusieron a trabajar en casa de Jack.
- John Peach: ("Juan Melocotón" en inglés) Un falso héroe que intentó unirse al equipo MAR pero terminó siendo salvado por Ginta. Posiblemente este basado en el cuento japonés de Momotarō.
- El Anciano Mayor de Kaldea: líder de la tierra mágica de Kaldea, donde nació Dorothy. Fue él quien le dio a ella su misión secreta. Cuando desaparece el castillo flotante de caldea por el ataque de Diana, se convierte en un monstruo de barro, Ginta lo cura con Alice, pero muere. Después de derrotar al Orbe, resucita.
- Chaton: Mujer gato que es un alfil del Chess no Koma y se enamora de Alan, aunque Alan detesta a los gatos al final acaba aceptándola. Cuando Roko/Loco acaba convirtiéndose en una niña por usar sus armas para salvarla, decide cuidarla ya que es su amiga.
- Alma: Es un espíritu de mujer del que Phantom está enamorada y resentida por dejarle sola para toda la eternidad, aparece en la cueva de Vestry, en el castillo celestial y cuando Phantom estaba a punto de morir, Alma le dijo que no era tan terrible morir, que todo iría bien.
- Galian: Es el primer maestro de Luberia y el que creó. Un día conoció a Nanashi y lo salvo ya que él había perdido la

memoria. Un tiempo después Galian decide emprender un viaje por el mund y le da a Nanashi el liderato de Luberia y le borra todos los recuerdos. En la batalla contra el ejército del ajedrez vuelve a encontrarse con nanashi y le dice que se ha unido al ejército del ajedrez al final Nanashi vence a Galian y recupera todos sus recuerdos.

## Los ÄRM
Los ÄRMs son piezas de joyería con poderes mágicos, creados por magos para que las personas sin poderes puedan usarlos. Sin embargo, su uso requiere de la energía vital de la persona que los usa. Los ÄRM pueden romperse si se enfrentan con un poder mayor al que tienen. Existen varias clases de ÄRM en la serie:
- "Holy ÄRM" (ÄRM Sagrado): Poseen poderes curativos y pueden romper maldiciones.
- "Weapon ÄRM" (ÄRM de Combate): Se transforman en armas mágicas.
- "Darkness ÄRM" (ÄRM de la Oscuridad): Se usan para echar maldiciones. Pero siempre tienen algún efecto malo en quien los usa también. Sus efectos solo se pueden romper con un Holy ÄRM o destruyendo el ÄRM.
- "Dimension ÄRM" (ÄRM Dimensional): Poseen poderes en relación con otras dimensiones. Uno de ellos fue usado para invocar a los héroes de la Tierra (Danna y Ginta(padre e hijo).)
- "Guardian ÄRM" (ÄRM Guardian): Pueden invocar seres mágicos para que ayuden a sus dueños. El único problema es que el usuario no puede moverse de su lugar mientras el Guardián está presente.
- "Nature ÄRM" (ÄRM Natural): Poseen control sobre fuerzas naturales tales como la tierra o el hielo.
- "Ghost ÄRM" (ÄRM Fantasma): Pueden transformar partes del cuerpo del usuario en armas.

## Sagas
Las sagas son muchos episodios continuados entre 4 y 12 episodios : La serie tiene 4 sagas que son : 
- 1.- "Saga de los Zonnens" (Episodios 49-52) : Desde ahora en adelante en los juegos de guerra solo se enfrentaran a Tipos Caballo. Así que todos entran en el portal de entrenamiento. Expeto Alan para controlar el portal pero un grupo del ejército del ajedrez llamado : Zonnens se infiltran en el portal de entrenamiento y controlan los portales de entrenamiento Después de que : Ginta y Jack , Alviss y Nanashi , Snow y Dorothy superan los peligros : El líder de los Zonnens se convierte en un monstruo pero la unión de todos lo vence y al resto de los Zonnens.
- 2.-"Saga de Tokyo" (Episodios 59-65) : Snow es secuestrada en la sexta partida por : Machical Roe y por eso todos deben entrenar para la partida final y el rescate de Snow. Pero en lugar de eso va al mundo real en Tokio y todos los miembros de MAR se les ha borrado y cambiado la memoria con un ARM (expeto Ginta y Babbo). Luego de que se reúnan : Jack , Nanashi , Dorothy , Alan y Alviss descubren no estar en tokyo si no que en un mundo creado por Lilith (una exmiembro de la Cross Guard) a través de los recurdos de Ginta y todo el equipo MAR Debe llegar al mundo de MAR-Heaven antes de que empiece la última partida y logran llegar.
- 3.-"Saga de Alviss" (Episodios 80-94) : Después del final de los juegos de guerra. Rescatan a Snow de Diana . Pero a Alviss se le empieza a cubrir el tatuaje por todo el cuerpo pero más rápido. Luego de vencer a Phantom . El equipo MAR intenta que Alviss no muera por el tatuaje zombi y buscan el ARM legendario que puede pedir cualquier deseo. Pero Alviss descubre que el Alviss del pasado buscada el ARM Y Con el llamaría a Ginta al comienzo de la serie. Pero con el ARM que a Ginta le dieron unos fantasmas matan a Phantom y Alviss es liberado del tatuaje.
- 4.-"Saga Final" (Episodios 96-102) :Después de todo lo que ocurrió la segunda guerra de MAR ha terminado totalmente con sus 7 héroes o eso es lo creen porque la guerra no ha terminado totalmente un extraño caballero con una armadura está matando a todos los miembros del Ajedrez pero luego empieza matar a los miembros de MAR por su magia en el siguiente orden : Alan , Nanashi , Snow , Ash (del ajedrez) , Alviss y Dorothy y deja esta misión en manos de Ginta y se descubre que la identidad del caballero de la armadura : Danna , el padre de Ginta y el primer héroe de MAR. Ginta descubre la otra identidad de Babbo : El verdadero Danna. Resulta que la esfera de la oscuridad se había apoderado del cuerpo de Danna y Ginta devuelve a Danna su alma y vence a la esfera de la oscuridad. con la última piedra mágica que la usa para usar la magia de sus amigos y resucitarlos . Ginta y Danna vuelven a Tokio. Snow se fusiona con Koyuki. Dorothy besa a Ginta. Ginta recupera la vista y tiene mucha fuerza y Jack cumple su sueño.

## Contenido de la obra

### Manga
A continuación se exponen los tomos que han sido publicados de MÄR, divididos por países, junto a las ISBN y fechas de lanzamiento

#### Japón
| Título | Fecha de lanzamiento | ISBN          |
| ------ | -------------------- | ------------- |
| MÄR 1  | 17/05/03             | 4-09-126441-7 |
| MÄR 2  | 18/07/03             | 4-09-126442-5 |
| MÄR 3  | 18/10/03             | 4-09-126443-3 |
| MÄR 4  | 17/01/04             | 4-09-126444-1 |
| MÄR 5  | 17/04/04             | 4-09-126445-X |
| MÄR 6  | 18/06/04             | 4-09-126446-8 |
| MÄR 7  | 17/09/04             | 4-09-126447-6 |
| MÄR 8  | 17/12/04             | 4-09-126448-4 |
| MÄR 9  | 18/03/05             | 4-09-126449-2 |
| MÄR 10 | 16/06/05             | 4-09-126450-6 |
| MÄR 11 | 16/09/05             | 4-09-127331-9 |
| MÄR 12 | 15/12/05             | 4-09-127332-7 |
| MÄR 13 | 17/03/06             | 4-09-120125-3 |
| MÄR 14 | 16/06/06             | 4-09-120380-9 |
| MÄR 15 | 11/08/06             | 4-09-120575-5 |

#### España
| Título | Fecha de lanzamiento | ISBN              |
| ------ | -------------------- | ----------------- |
| MÄR 1  |                      | 987-562-313-X     |
| MÄR 2  |                      | 987-562-360-1     |
| MÄR 3  |                      | 987-562-390-3     |
| MÄR 4  |                      | 987-562-427-6     |
| MÄR 5  |                      | 987-562-445-4     |
| MÄR 6  |                      | 987-562-501-9     |
| MÄR 7  |                      | 987-562-509-4     |
| MÄR 8  |                      | 987-562-590-6     |
| MÄR 9  |                      | 987-562-618-X     |
| MÄR 10 |                      | 987-562-635-X     |
| MÄR 11 |                      | 987-562-704-6     |
| MÄR 12 |                      | 978-987-562-720-8 |
| MÄR 13 |                      | 978-987-562-749-9 |
| MÄR 14 |                      | 978-987-562-810-6 |
| MÄR 15 |                      | 978-987-562-815-1 |

## Curiosidades
- Kaldea realmente existe con C. Es un lugar de Andorra conocido por sus balnearios; también con C, es el primer nombre con que se designó al principio a Babilonia, en la parte baja de la antigua Mesopotamia.
- Vestry es uno de los puntos cardinales de la mitología nórdica

- Datos: Q696524